# Барокова архітектура Львова

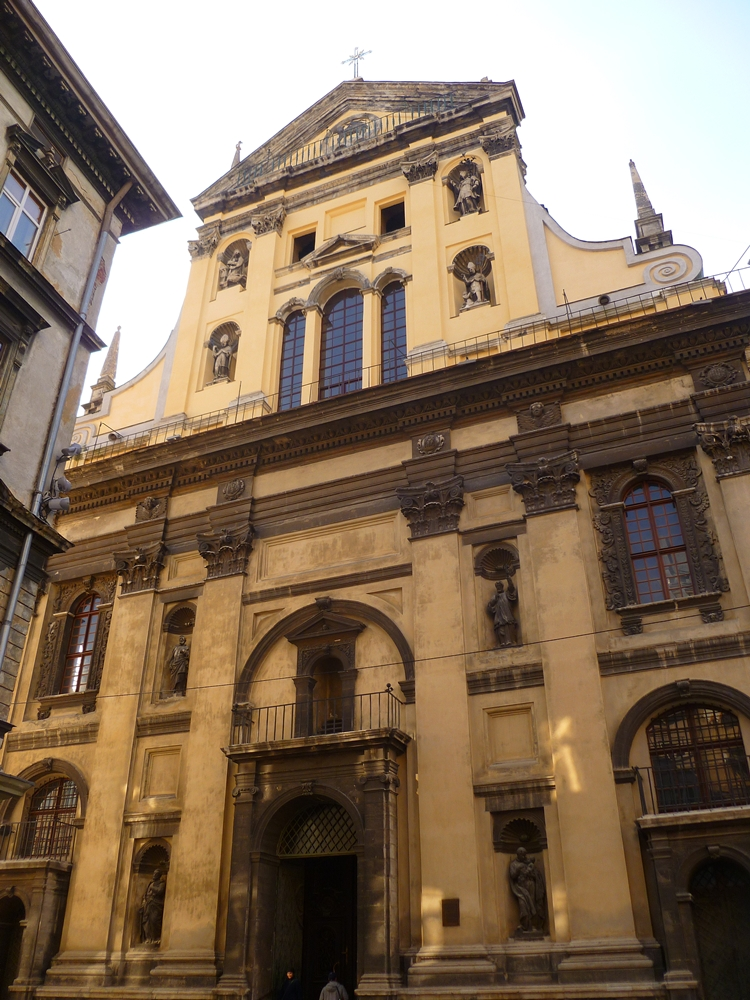
Фасад колишнього костелу єзуїтів

Бароко — це напрям у літературі, мистецтві та архітектурі в XVII—XVIII століття, який прийшов на зміну Відродженню. Слово «бароко» перекладається як «перлина неправильної форми». Основними рисами бароко стали асиметрія, тяжіння до контрастів, до пишної, ускладненої форми, парадності. Протягом другої половини XVI і до середини XVII століття у Львові помітно пожвавлюється економічне і культурне життя. Забудова простягається на південь, схід і захід від середмістя.

## Передумови становлення
Починаючи з другої половини XVII століття у Львові ще більше загострюються соціальні і політичні суперечності. Українські та інші міщани зубожіють, а всі багатства зосереджуються в руках небагатьох патриціанських сімей. Багатіють і множаться різні монаші ордени. Роль міщанства в будівництві, я і в суспільному житті в цілому, поступово падає, ініціативу перебирають до своїх рук світські і духовні магнати, які стають основними замовниками архітекторів, художників. Вони вимагають, щоб будівлі поставали пишними і помпезними, щедро оздоблювалися декором. У львівську архітектуру поступово проникає бароко, яке наприкінці XVII століття стає панівним стилем, а в середині XVIII століття досягає тут свого найвищого розвитку.
Барокова архітектура Львова почала розвиватись на початку XVII століття з будівництва костелу єзуїтів (1610—1630) за проектом Джакомо Бріано. Його зводили за зразком римської базиліки Іль-Джезу. Львівський храм єзуїтів вважають першим бароковим храмом на теренах сучасної України та одним з перших у Речі Посполитій. В цьому ж столітті у Львові постали барокові комплекси  монастирів Кармелітів босих, Лазаря та Магдалини.

### Світська забудова
Впродовж першої половини XVII століття будівничі міського цеху мулярів надалі переважно споруджували у місті будівлі у стилі пізнього Відродження. Міщанські кам'яниці зводили архітектори Яків Петровський, Ян Лельовський, Франциск Ксаверій Кульчицький, Антон Косинський, Петро Полейовський, Бернард Меретин та інші. Через тривалі війни, зубожіння міщан бароко не надто вплинуло на цивільне будівництво межі XVII—XVIII століть. Фасади будівель на периферійних вулицях отримували доволі скромний декор. Будівлі у стилі розвиненого бароко появились наприкінці XVII століття переважно у магнатських резиденціях навколо міста, зокрема у належних королю Янові III Собеському замках (Золочева, Жовкви, Олеська), біля яких заклали партерні барокові парки. У Львові було зведено палац Яблоновських, перебудовано належний Собеському палац Корнякта (1678), який по фасаду отримав високий аттик. До появи аттиків на фасадах багатьох кам'яниць міста призвела поява брандмауерів, що розділяли сусідні будівлі і запобігали поширенню пожеж.

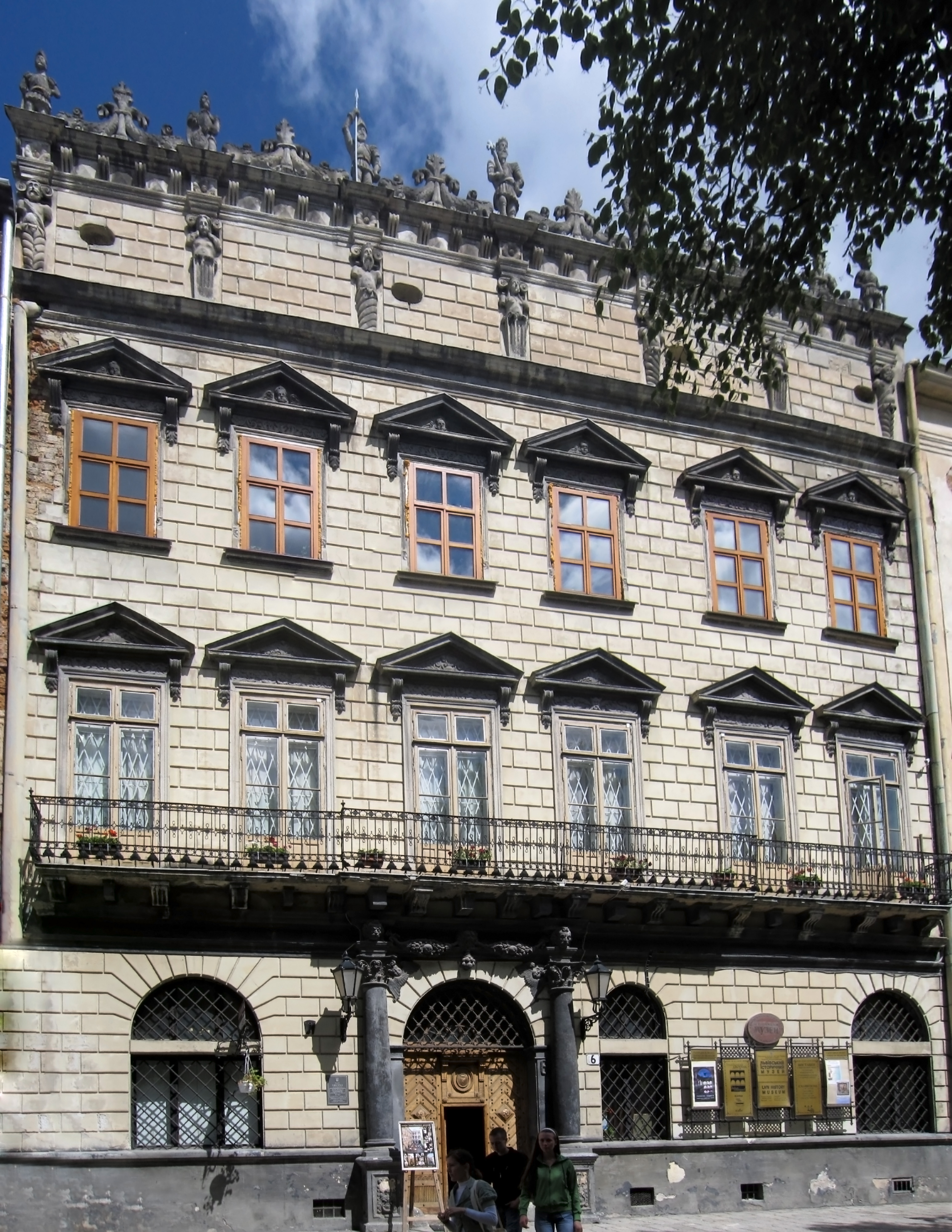
Королівська кам'яниця

Лише з середини XVIII століття навколо Середмістя появилось декілька споруд у стилі пізнього бароко — палаци князів Вишневецьких, Радзивілів, Четвертинських, шляхтичів Жевуських, Гадзевичів, Косаковських, Грановських, Калиновських, Бекерських, Секежинських, також Карло Ґарані (1734), які не дійшли до нашого часу, або були значно перебудовані. У Середмісті було перебудовано з міщанських кам'яниць палац князів Любомирських (1760), палац католицьких архієпископів (1634), митрополичі палати (1762), палац вірменських архієпископів. Також було збудовано чи перебудовано ряд житлових будинків — Муратовичів (вул. Вірменська 13), ряд будівель на площі Ринок, що зберегли донині свій вигляд, зокрема кам'яниці Роттендорфівська, Кільяніщинська, Бандінеллі. Міщанські кам'яниці в основному зазнали перебудов з виокремленням помешкань декількох співвласників, що зумовило пізнішу появу прибуткових будинків. Також з кінця 1760-х років розпочалась перебудова фасадів кам'яниць у стилі рококо (кам'яниця Францвенігівська), а через десятиліття доволі швидко почав поширюватись класицистичний стиль.

### Сакральна забудова
Іншим шляхом йшов розвиток барокової сакральної архітектури міста, що прославилась далеко за межами України декількома непересічними спорудами. Над ними працювали придворні архітектори, не обмежені цеховими нормами. Одночасно у місті ще будували храми у стилі пізнього Відродження з значним впливом північного маньєризму. За зразком римського костелу Санта Сусанна (перший храм чистого бароко) було збудовано костел костел Стрітення монастиря кармеліток босих за проектом Джованні Джизлені. Згодом було збудовано костели святого Казимира реформаторів (1664), святого Лаврентія боніфратів (1659), святої Агнеси кармеліток (1716), святого Леонарда кармелітів (1720-і рр.), святого Антонія францисканців (1718), капуцинів (1730), святої Анни августинців (1673, 1730) святого Мартина кармелітів (1736), костел св. Миколая тринітаріїв (1739), сакраменток (1744), св. Михаїла кармелітів (1634—1732), святої Марії Магдалини домініканок (1754—1758), святої Софії (1765). Серед архітекторів найвідомішими були Петро Бебер, Мартин Урбанік, Клеменс Фесінґер, Бернард Меретин, Ян де Вітте, Петро Полейовський. Барокові завершення отримала вежа Корнякта (1695) та оздоблення інтер'єру костелу бернардинців (1738—1740). Також барокове ліпне оздоблення склепіння костелу єзуїтів поступилось ілюзорному розпису. При монастирях, палацах було закладено партерні регулярні сади, чиї зображення рясно покривають на картах передмістя Львова.

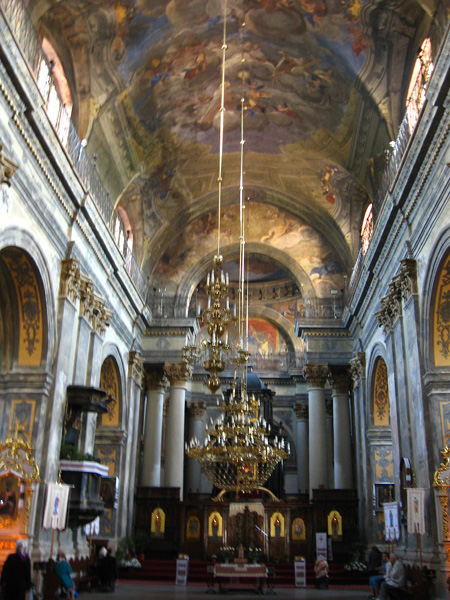
Розписи склепіння костелу святого Михаїла

Доба бароко у Львові завершилась перебудовою Латинського собору (1765—1771), спорудженням костелу домініканців (1749—1764), собору святого Юра (1744—1762), які відносять до перлин барокової архітектури України.
Над бароковими спорудами працювали найвідоміші сницарі, скульптори того часу Руського, Подільського воєводств — Томас Гуттер, Конрад Кутшенрайтер, Себастьян Фесінґер, Франциск Оленський, Михайло Філевич, Антон Штиль, Іоан Георг Пінзель, Матвій Полейовський. Їм належить як скульптурний декор фасадів храмів, так і оздоблення інтер'єрів, вівтарів. Також крім декору інтер'єрів, вівтарних образів було виконано ілюзорні розписи склепінь костелів бернардинців, кармелітів, єзуїтів, Латинського собору та інших, над якими разом з учнями працювали Франциск та Себастьян Екштайни, Джузеппе Карло Педретті, Бенедикт Мазуркевич, Станіслав Строїнський. Над оздобленням церков працював художник Лука Долинський.

### Навчальні заклади
На бароковий період припав розвиток освіти у місті, що супроводжувався будівництвом показних будівель колегіумів єзуїтів (1612). Пізніші будівлі XVIII століття колегіумів театинів (1744), Nobilium єзуїтів (1749) та інших зводили вже у стилі пізнього бароко з елементами класицизму.

## Мілітарна забудова
На жаль майже не залишилось слідів барокової мілітарної архітектури міста, над чим працювало немало королівських архітекторів — Павло Ґродзицький, Фрідріх Ґеткант, Андреа дель Аква, Десро. У перебудованому вигляді зберігся лише Королівський арсенал (1639—1646), декілька фрагментів фортифікацій монастирів. Впродовж XVII—XVIII століть було проведено модернізацію міських фортифікацій з перебудовою міських брам, хвірток. Зберігся лише ескіз нової Єзуїтської хвіртки з 1770-х років. Також не збереглося жодних згадок, зображень про вигляд брам у четвертій лінії оборони міста Беренса з кінця XVIII століття, з якої вцілів незначний фрагмент бастіону.

## Галерея

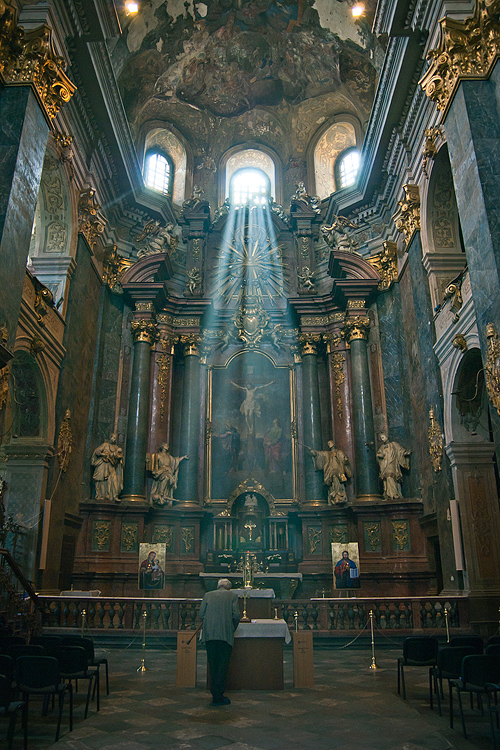
Головний вівтар костелу єзуїтів
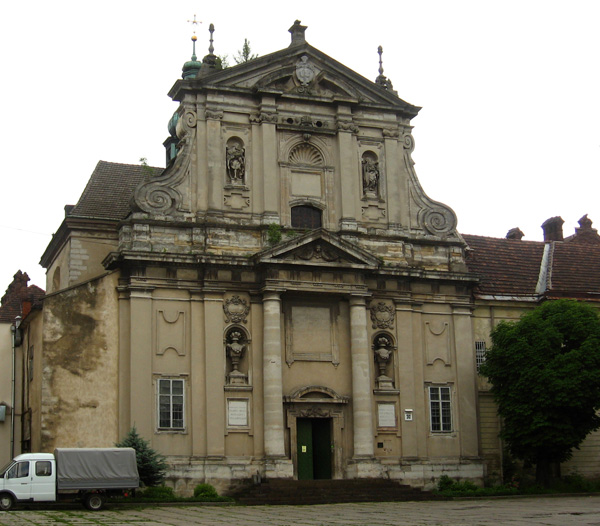
Костел Стрітення
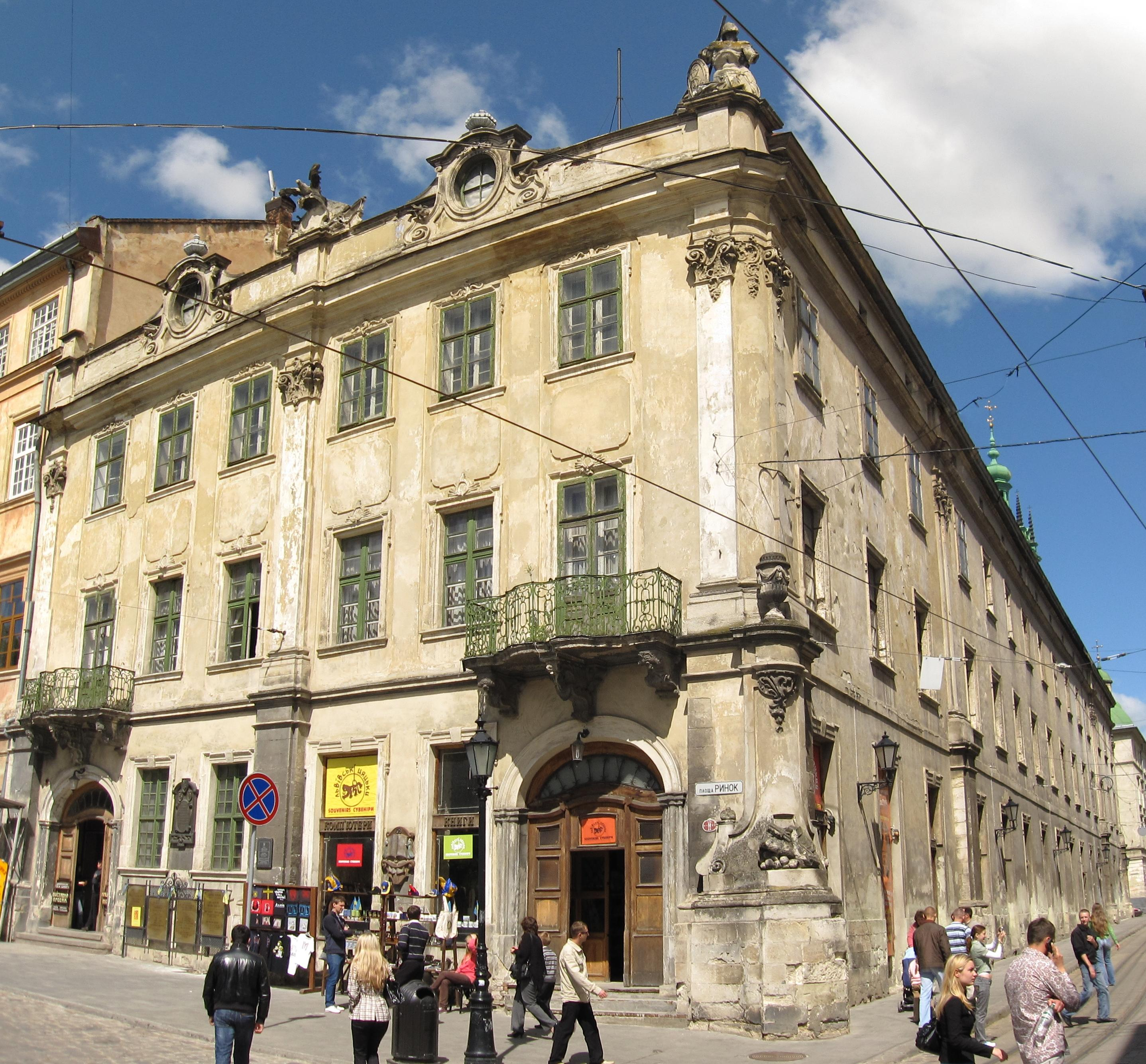
Палац Любомирських
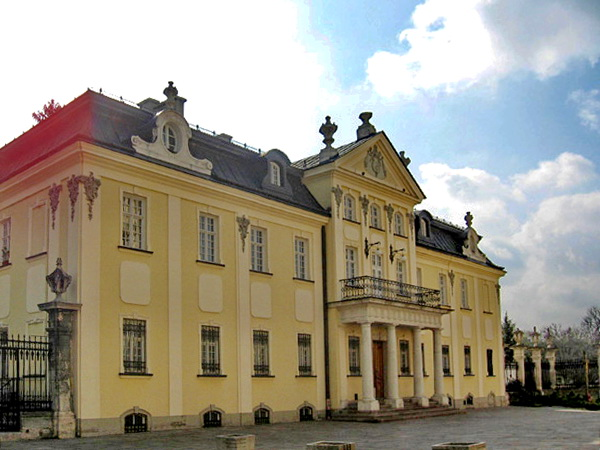
Митрополичі палати
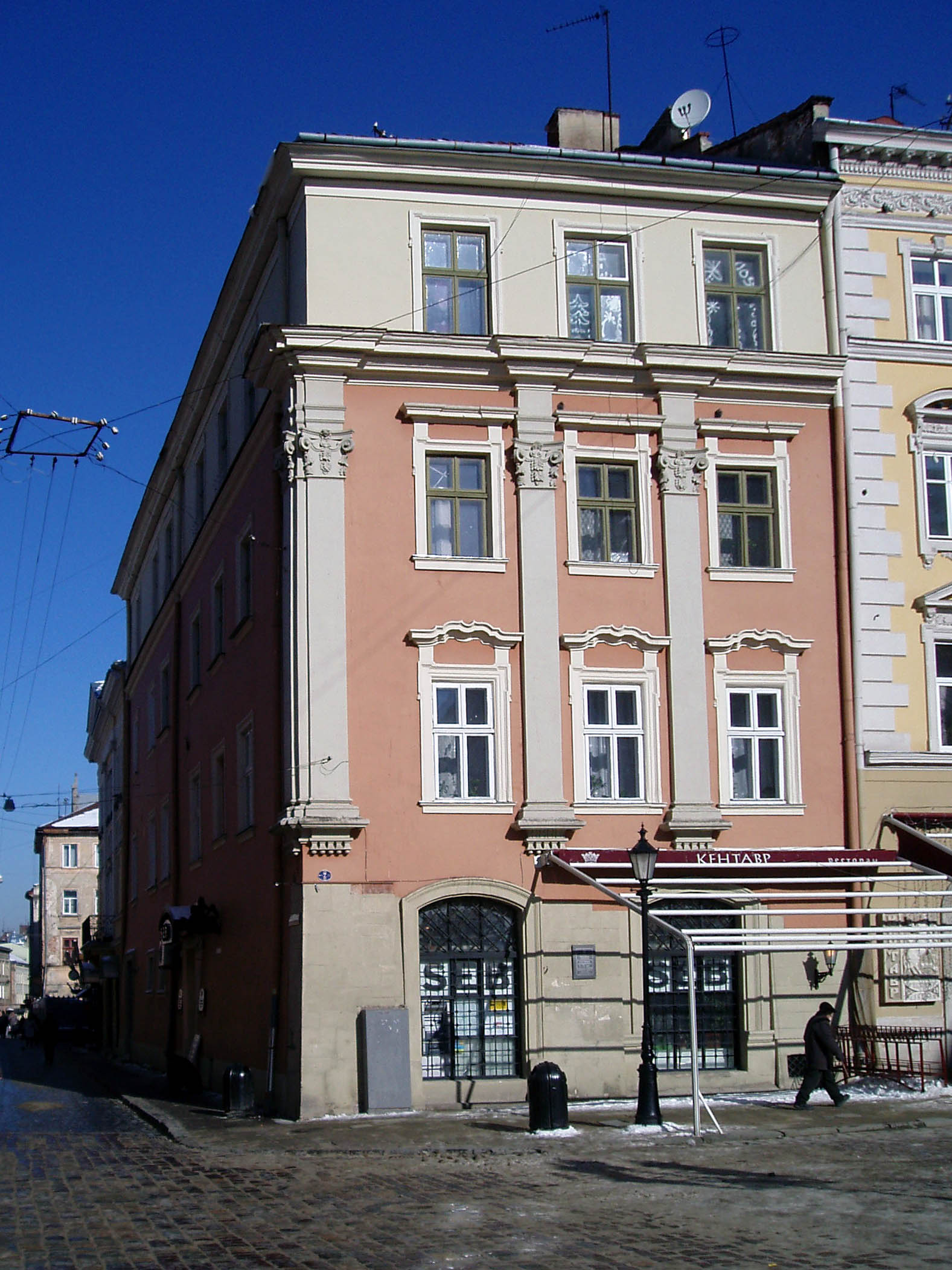
Кам'яниця Кільяніщинська
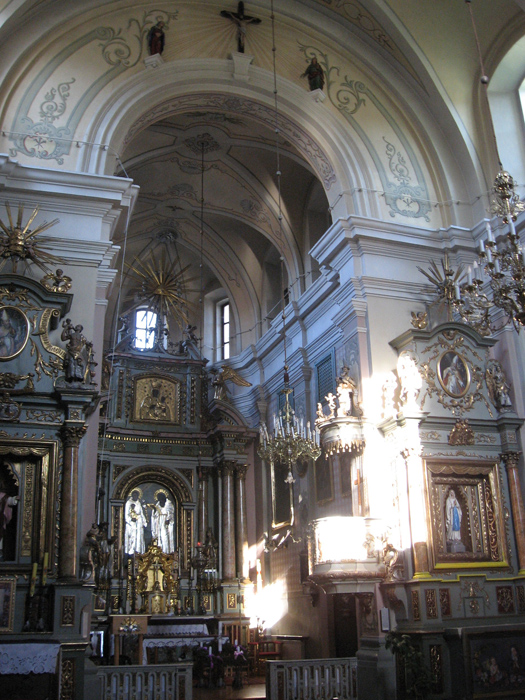
Інтер'єр костелу святого Антонія
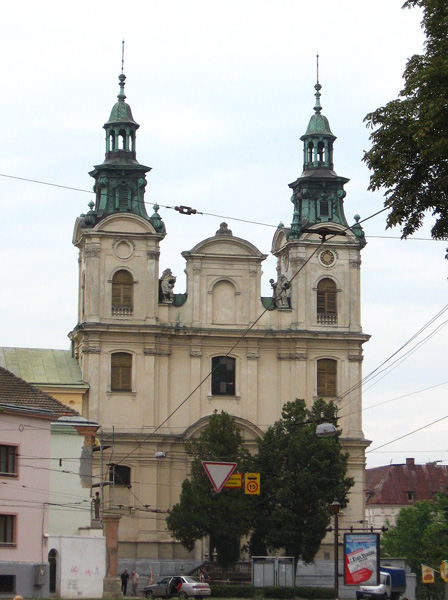
Костел Марії Магдалини
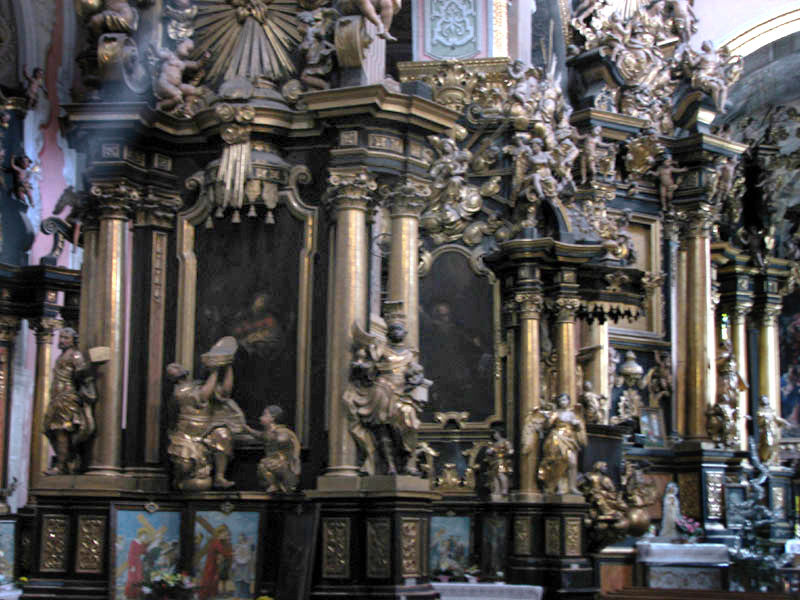
Барокові вівтарі костелу бернардинців
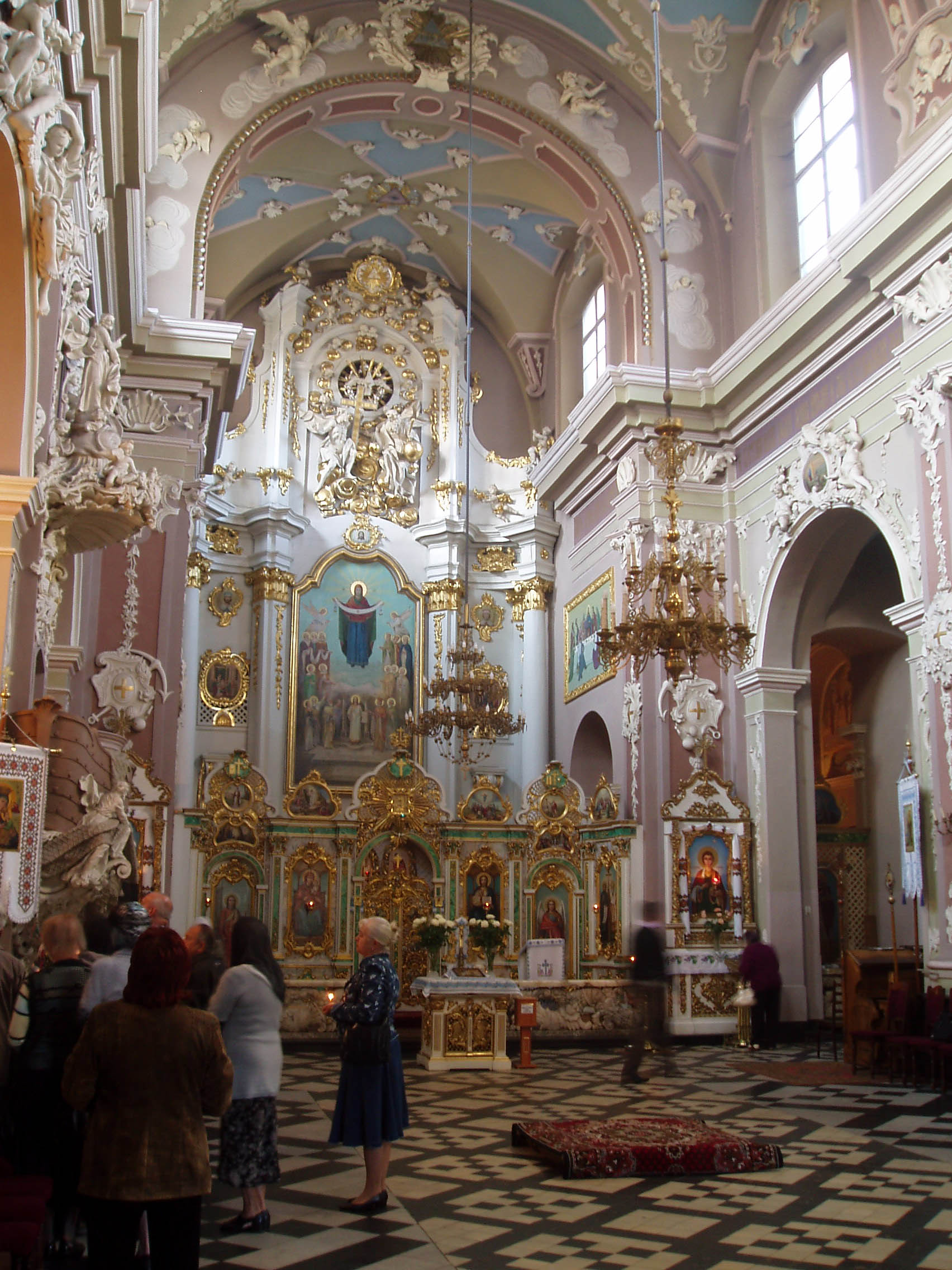
Інтер'єр костелу святого Миколая тринітаріїв
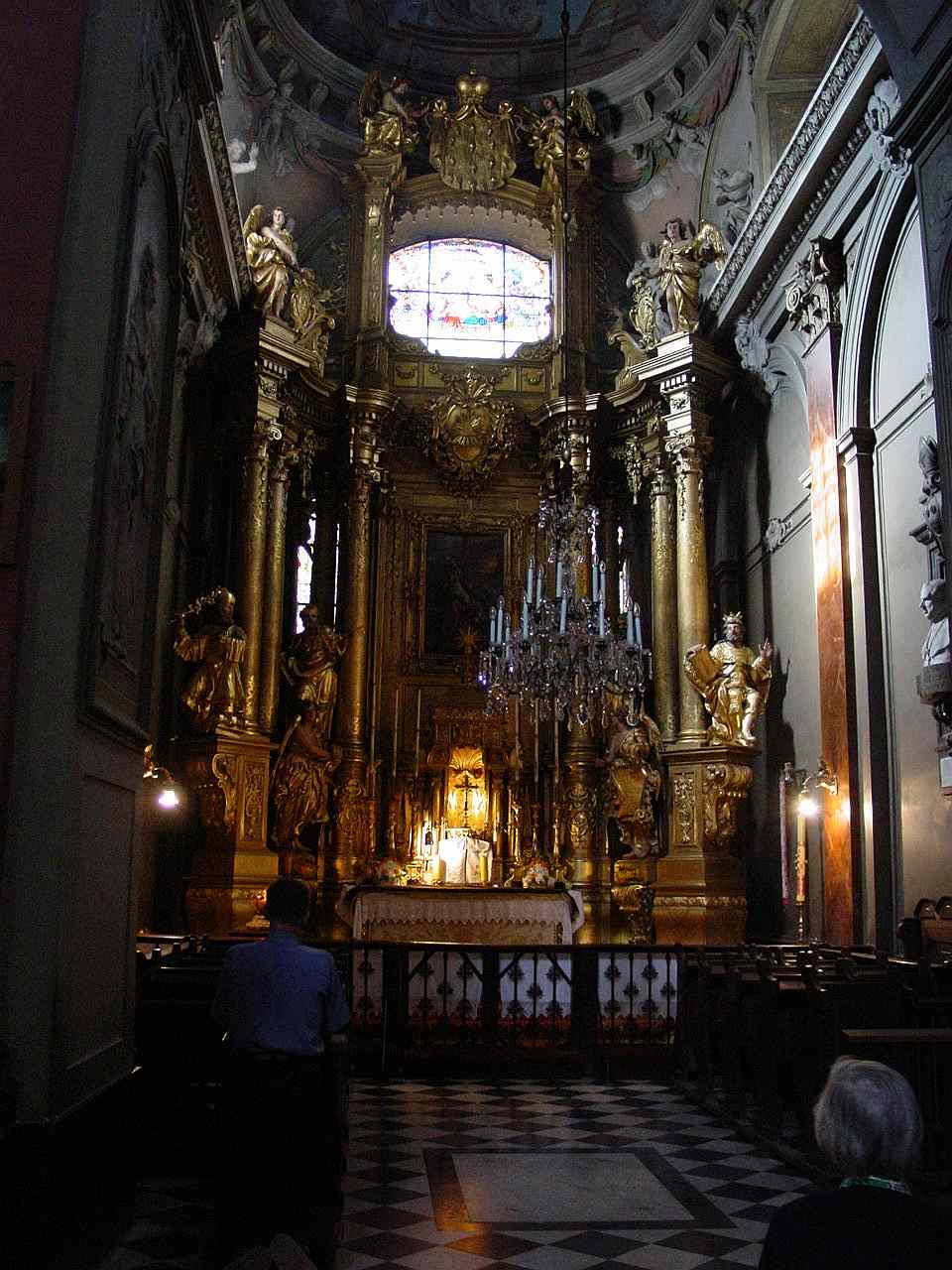
Барокове оздоблення Золотої каплиці Латинського собору
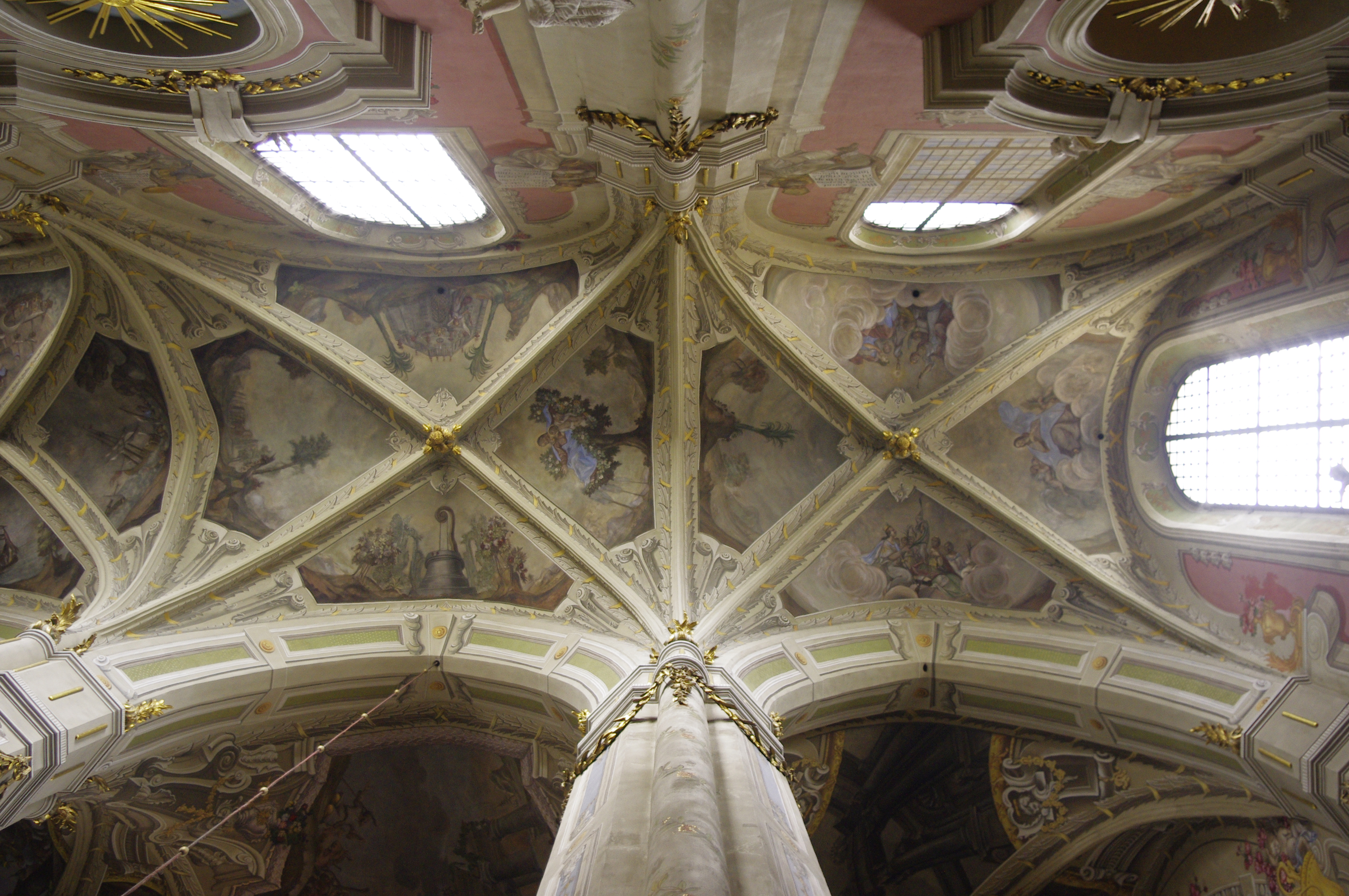
Розпис склепіння Латинського собору
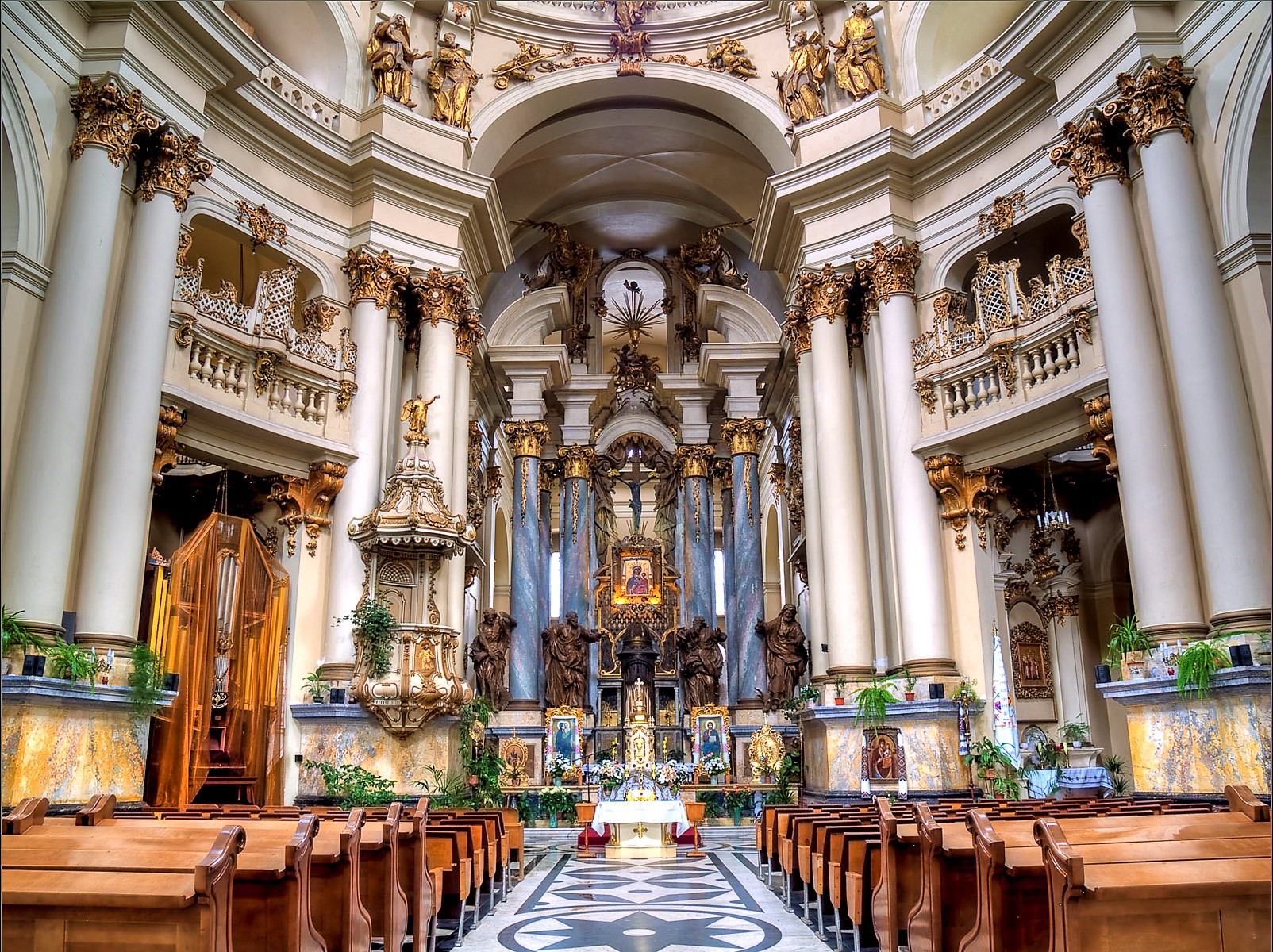
Головний вівтар костелу домініканців
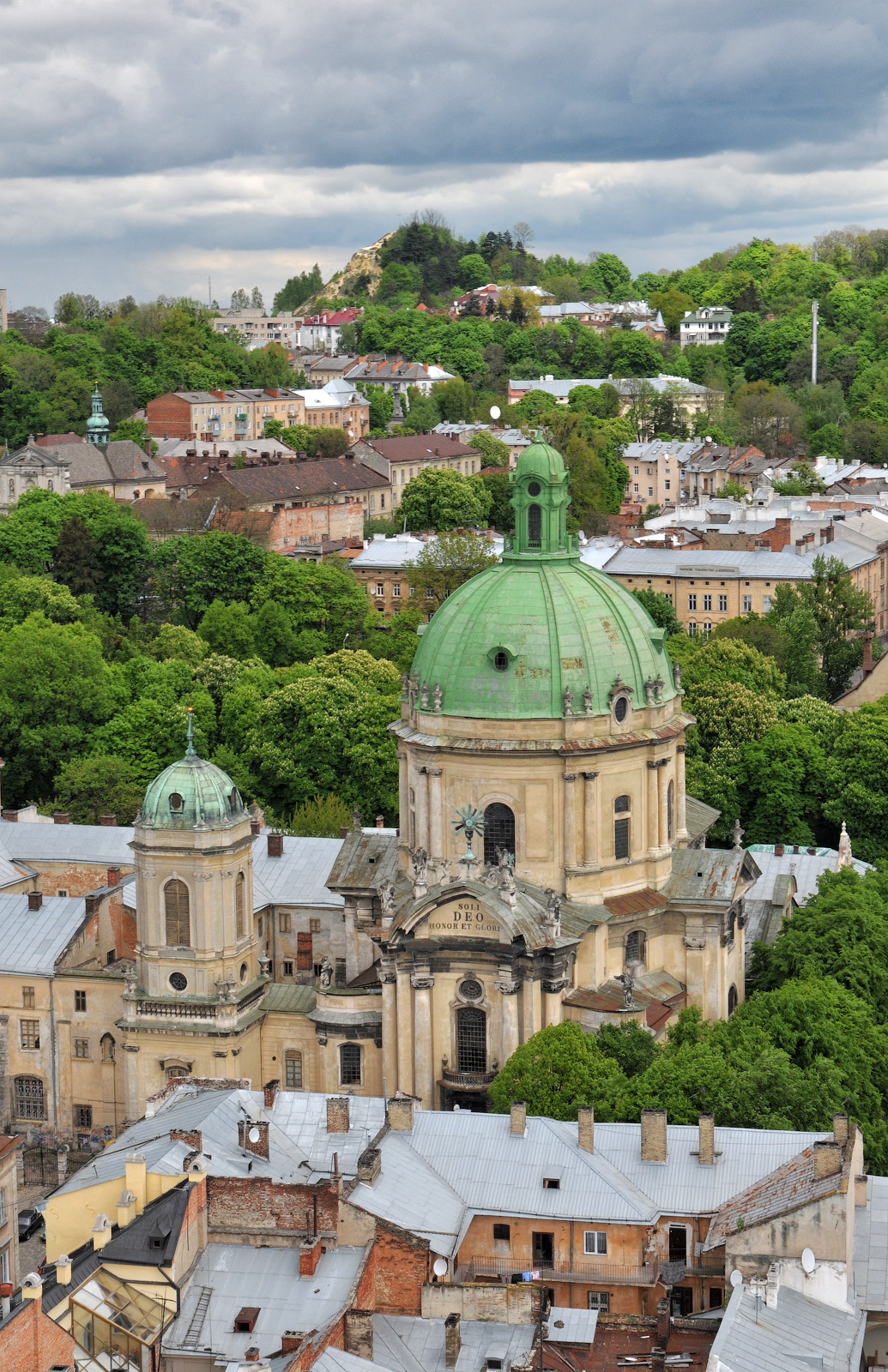
Костел домініканців
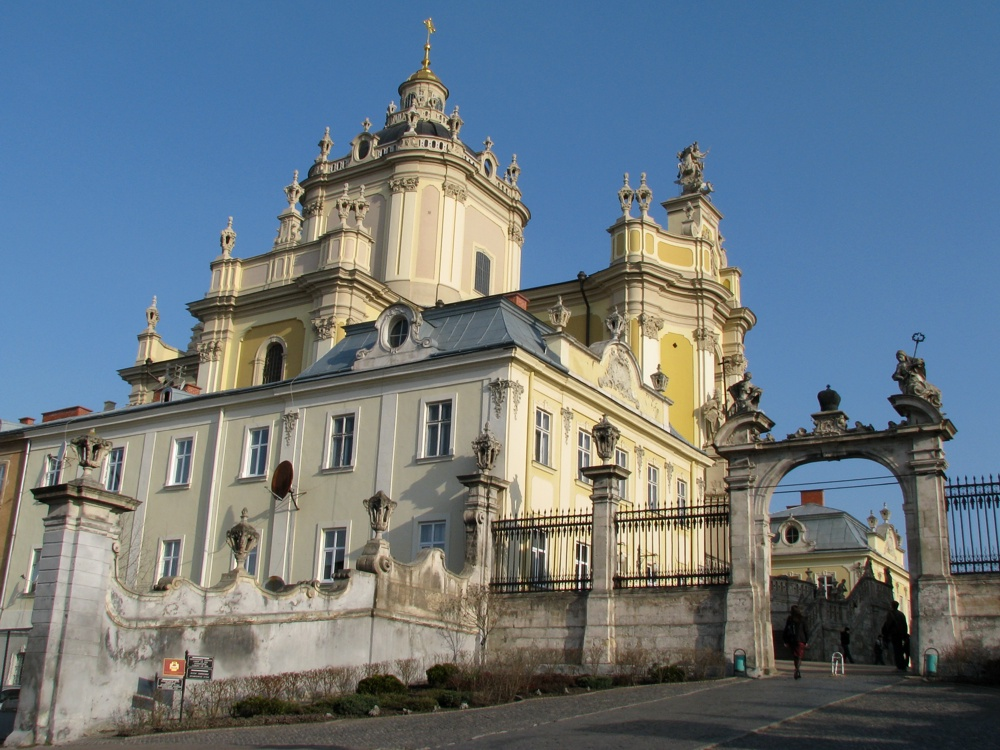
Собор святого Юра
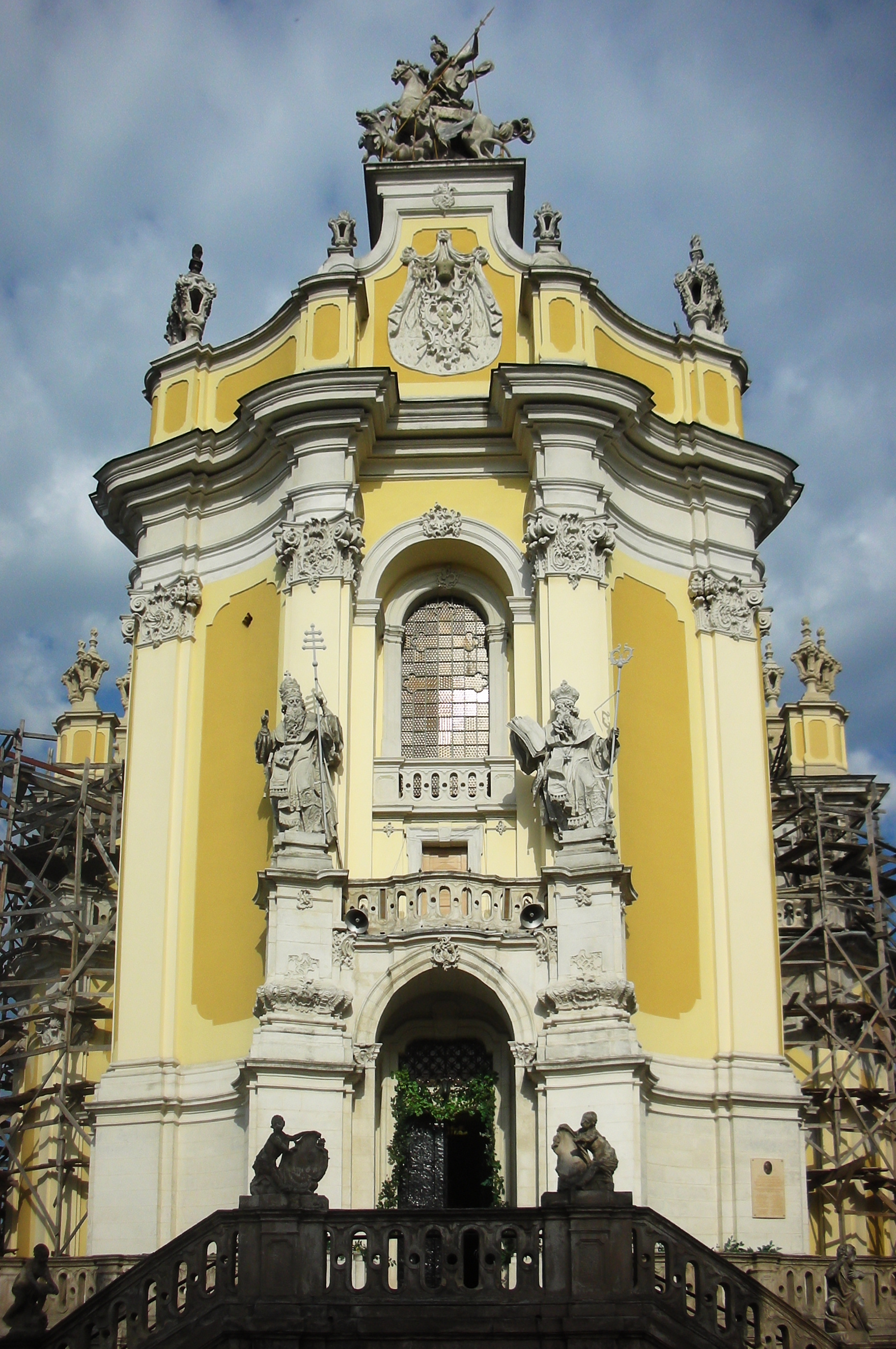
Портал собору святого Юра
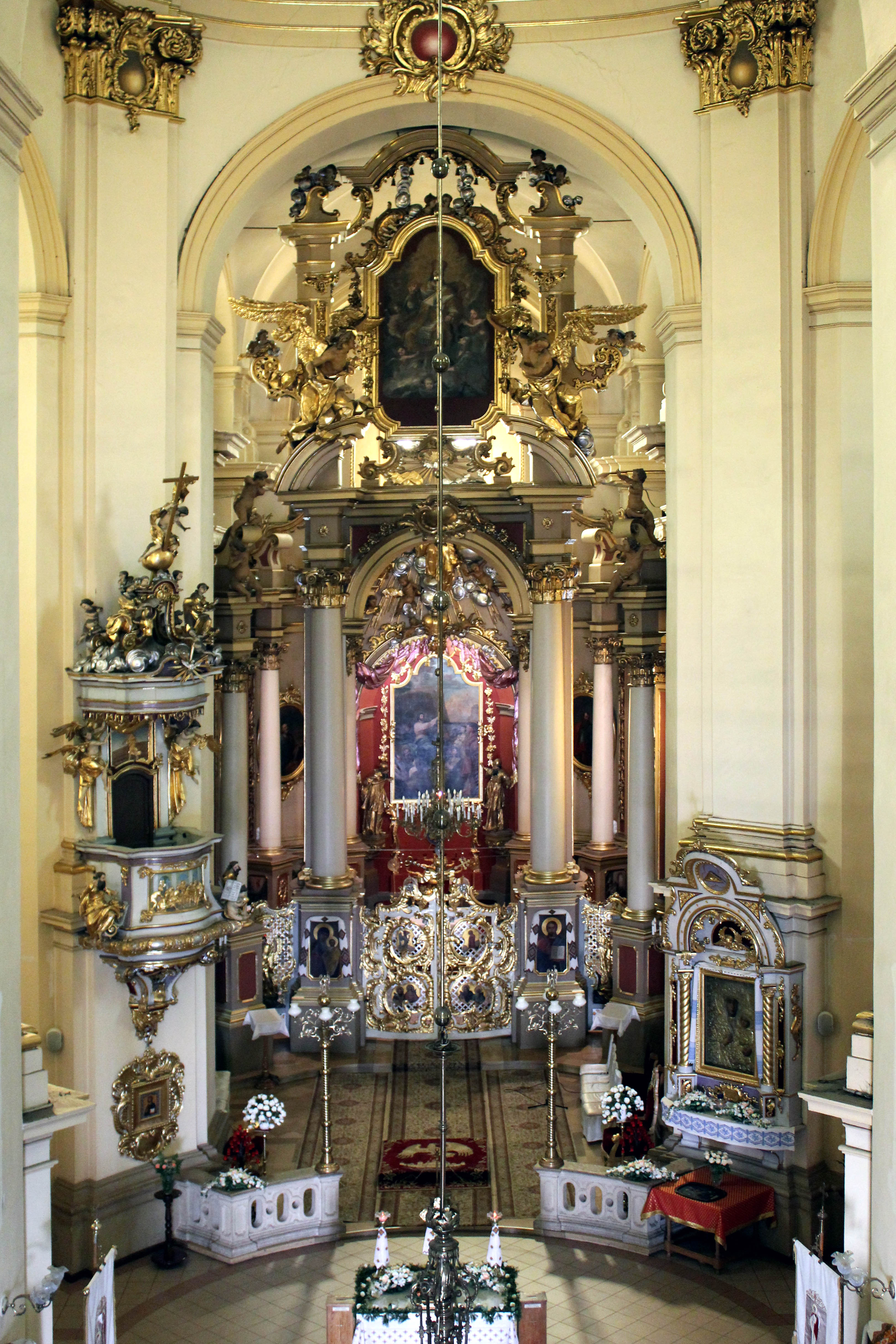
Головний вівтар собору святого Юра
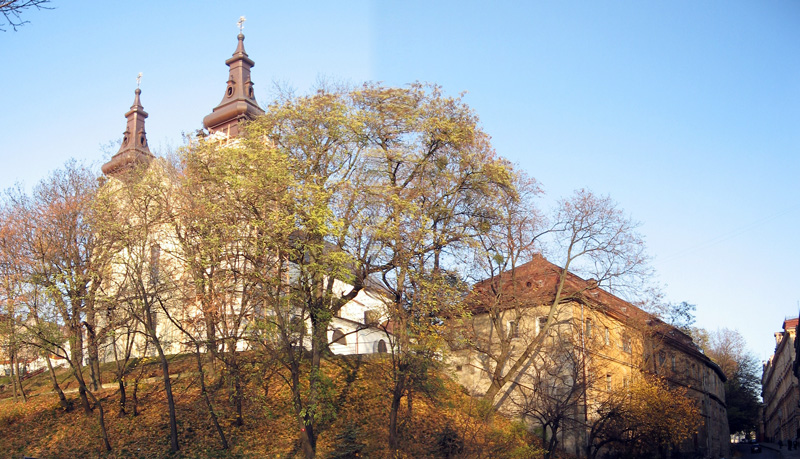
Залишки фортифікацій монастиря кармелітів
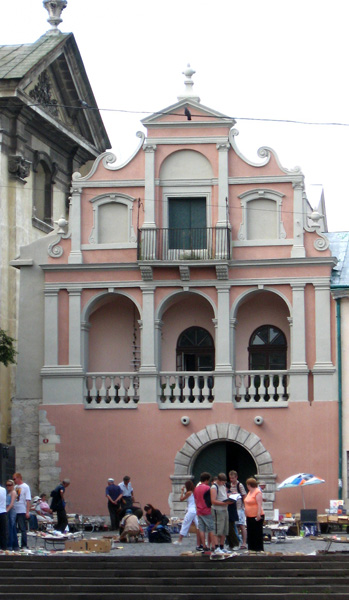
Королівський арсенал
Проєкт Єзуїтської хвіртки (1771)
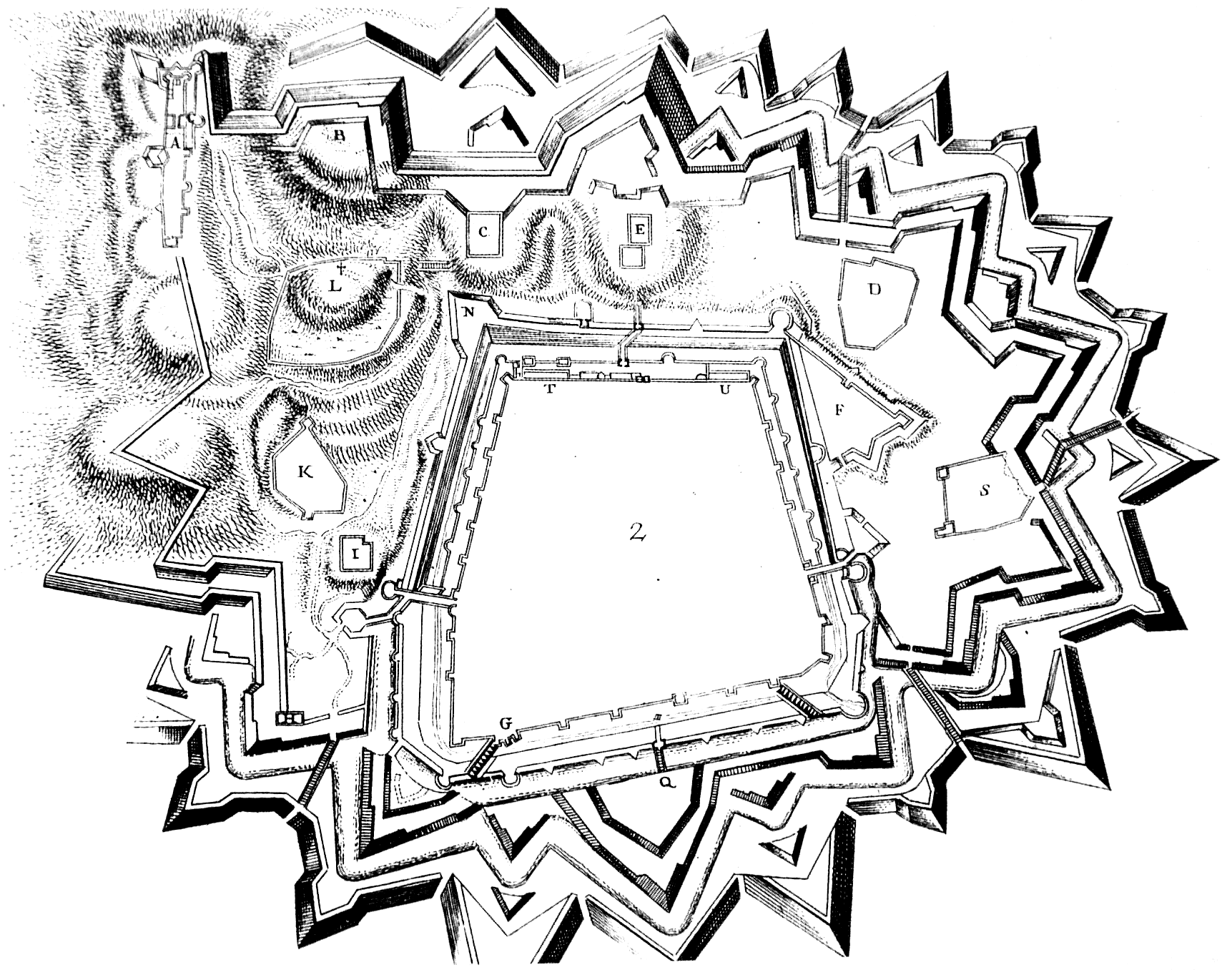
План лінії оборони Я. Беренса (1674)

### Костел єзуїтів

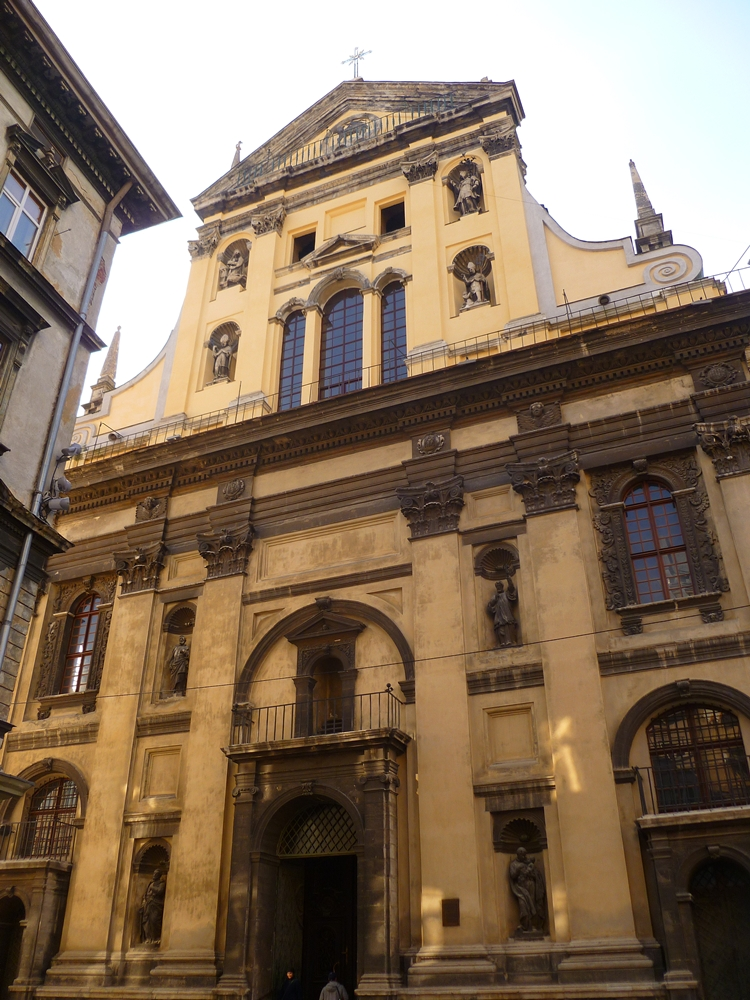
Костел Єзуїтів

Першим провісником стилю бароко у Львові стала споруда Костелу єзуїтів, збудованого у 1610—1630 роках архітектором Джакомо Бріано. Він прибув до Львова, коли будівництво вже було розпочато, і лише детально опрацював існуючий проєкт та видозмінив інтер'єр. Бріано вніс у будівлю костьолу форми, що вперше склалися в схемі фасаду церкви Іль Джезу в Римі, авторами якої були Джакомо да Віньола та Джакомо делла Порта. У плані костьол тринавний, зі слабо вираженою зовні гранчастою апсидою. Бічні нави по відношенню до центрального дуже вузькі та низькі, над ними було збудовано галереї — емпори. Домінуючим є головний фасад, розкрепований пілястрами, нішами та сильно розвиненим карнизом, натомість південний фасад — набагато скромніший і стриманіший. Костел одна з найбільших культових будівель Львова: його довжина 41 м, ширина — 22,5 м, висота — 26 м.

### Костел кармеліток босих
Близький до єзуїтського костелу за схемою фасаду, але відмінний в об'ємно планувальній структурі костел кармеліток босих. Зразком для нього послужила римська церква Санта Сусанна архітектора Карло Мадерни. Проект львівського костелу виготовив у 1642 році італійський архітектор Джованні Баттиста Джизлені. Костел у плані має чітко виражену форму латинського хреста. На перетині нави і трансепта здіймається невеличкий купол, завершений зовні сигнатуркою. Фасад, оздоблений білокам'яним архітектурним декором, майже повністю повторює барокові форми свого римського першовзірця. В нішах першого ярусу стоять декоративні вази, на другому — скульптурні постаті, виконані А. Шванером.

### Костел Лазаря
Дещо інший образний лад має костел Лазаря. Це пам'ятка нагадує швидше оборонну споруду, ніж храм. Костел і шпиталь Лазаря пов'язані з іменем архітектора А.Прихильного: він був фундатором і будівничим цього комплексу. За типологічною характеристикою, костел — невелика однонавна будівля з малою прямокутною апсидою. До північної і південної сторін апсиди приставлені невисокі триярусні квадратні вежі, завершені наметовим покриттям. Це єдиний випадок такого розташування веж у львівській архітектурі.

### Королівський арсенал
Спорудження Королівського арсеналу розпочалося у 1639 р. під наглядом інженера — фортифікатора Павла Гродзицького. Південний фасад будівлі, що виходить на площу, вирішений у легких витончених формах з ажурною аркадою і завершується бароковим фронтоном. Основний акцент у цьому фасаді кладеться на білокам'яний портал з рустованими пілястрами і волютами на антаблементі.

## Розквіт архітектури бароко
Починаючи з 1740-х років мистецтво львівського бароко досягає найвищого розквіту. Незважаючи на південнонімецькі й австрійські впливи, воно має самобутній і оригінальний характер, набирає особливої гармонійності і стильової цільності. Архітектура бароко з її спрямування до емоційної наснаженості форм викликала бурхливий розвиток декоративної пластики і монументального малярства. Ці види мистецтва, синтезуючись, доповнювали, збагачували архітектуру. Зодчий і скульптор працюють спільно. Бернард Меретин та Йоган-Георг Пінзель явили яскравий приклад такої нероздільної творчої співпраці. Найвизначнішими спорудами XVIII століття, які надали Львову особливого архітектурного колориту, стали собор Юра і Костьол домініканців. Крім них, з'явилася значна кількість пам'яток, більш скромних за своєю мистецькою цінністю. Але й вони відіграли помітну роль у формуванні забудови міста.

## Пізньобарокова архітектура
У другій чверті XVIII століття постає ще кілька пам'яток пізньобарокової архітектури, які не виділяються особливими стильовими характеристиками. Серед них костел Анни, яка походить з 1730 року. Зовсім пізнім елементом споруди є вежа, добудована на початку XX століття Б. Віктором. Монастирський будинок, що стоїть поруч, зберіг характерні риси архітектури XVIII століття. Більш багате архітектурно — декоративне оздоблення має фасад костелу Мартина. Гнуті лінії фронтону, глибокі ніші, декоративні вазони і сильне крепування подвійними пілястрами надають фасадові мальовничості.